# 万九千神社
万九千社（まくせのやしろ）、通称・万九千神社（まんくせんじんじゃ）は島根県出雲市斐川町にある神社。立虫神社（たちむしじんじゃ）の境内社として祀られている。神在月にお集まりになる八百万神が出雲で最後にお立ち寄りになる場所とされている。本殿はなく、神殿（拝殿に相当）の後ろに神籬（神木）と磐境を有する。

## 祭神
- 櫛御気奴命（くしみけぬのみこと）
- 大穴牟遅命（おおなむちのみこと）
- 少彦名命（すくなひことみこと）
- 八百萬神（やおよろずのかみ）

## 立虫神社
元は斐伊川の中洲に祀られていた神社であったが、洪水により寛文10年（1670年）に万九千社に境内に遷された。旧村社。

### 祭神
- 五十猛命（いたけるのみこと）
- 大屋津姫命（おおやつひめのみこと）
- 抓津姫命（つまつひめのみこと）

## 関連資料
- 『石神さんを訪ねて 出雲の巨石信仰』山陰中央新報社

## 交通
JR出雲市駅から車で12分(駐車場あり)
一畑電車 「大津町駅」から徒歩18分